# Université du Péloponnèse
L’université du Péloponnèse (en grec moderne : Πανεπιστήμιο Πελοποννήσου) est une université publique située dans le Péloponnèse, en Grèce. Elle fut créée en 2002.

## Organisation
L’université dispose de 5 campus avec différentes facultés : 
- Corinthe :  Faculté des sciences sociales
- Kalamata : Faculté des sciences humaines et des études de culture
- Nauplie : Faculté des beaux-arts
- Sparte : Faculté des sciences humaines de mouvement et de qualité de vie (organisation et gestion du sports et infirmerie)
- Tripoli : Faculté de la Science et de technologie, c’est aussi le siège central de l’université.

L’université dispose aussi d’un centre d’enseignement du grec moderne pour les étrangers à Kalamata, avec des sessions l’été pour les grecs de l’étranger. 